# 3. пук ВОЈИН
3. пук ВОЈИН био је пук ваздушног осматрања, јављања, извиђања и навођења (ВОЈИН) Југословенске народне армије. Формиран је према наредби од 3. јула 1968. са командом у Скопљу од 68. батаљона ВОЈИН са једном четом из састава 1. пука ВОЈИН. Према наредби од 14. септембра 1972. године је преформиран у 36. батаљон ВОЈИН.
Пук је поново формиран за потребе 3. корпуса РВ и ПВО према наредби од 28. фебруара 1986. године. Пук је основан са командом у Нишу од 36. батаљона ВОЈИН и неких мањих јединица ВОЈИН.
Пук је расформиран јуна 1992. када његове јединице улазе у састав 126. бригаде ВОЈИН.

## Организација
Током свог постојања, 3. пук ВОЈИН је био у саставу:
- 13. дивизије ПВО (1968—1972)
  - укинут (1972-1986)
- 3. корпуса РВ и ПВО (1986—1992)

## Команданти пука
- пуковник Гојко Петровић
- пуковник Миленко Пејаков
- пуковник Славољуб Дрењанин
- пуковник Веселин Савић.